# Пјанело (Пезаро и Урбино)
Пјанело је насеље у Италији у округу Пезаро и Урбино, региону Марке.
Према процени из 2011. у насељу је живело 455 становника. Насеље се налази на надморској висини од 389 м.